# セブンスター (スーパーマーケット)
株式会社セブンスター（SEVENSTAR CO.,LTD.）は、愛媛県松山市に本社を置くスーパーマーケットを展開する日本の企業である。一六本舗を中心としたITMグループの一社である。

## 概要
1976年に松山のタルトメーカーである一六（現：一六本舗）が多角化の一環で創業した。創業に当たっては、関西地方で食品スーパーを展開する関西スーパーマーケットから指導を受けるなど支援を受けている。1986年11月に「株式会社セブンスター」が設立され、分社化された。
現在は石井店を中心に、松山市周辺に10店舗を展開している。店名の「セブンスター」という名前は「一六」（1＋6=7）をもじって付けられた。オール日本スーパーマーケット協会の会員企業である。

## 沿革
- 1976年5月12日 - 一六の事業部として松山市石井に創業[4]。
- 1986年11月1日 - 株式会社セブンスターとして独立、会社設立[4]。
- 2015年5月1日 - 移動スーパー事業を開始[5][6]。
- 2016年5月20日 - 東温市と見守りネットワークに関する協定を結ぶ[7]。
- 2018年3月 - 愛媛FCレディースとスポンサー契約締結[8]。

## 店舗

### 過去に存在した店舗
- 和泉店 - 松山市土居田町17[4]、1983年12月10日開店[4] - 2018年8月31日閉店[9]、売場面積1318㎡[4]。
- 今治店 - ワールドプラザに入居。2017年9月20日閉店[10][11]。

## 関連会社
- ITMグループ
  - 一六本舗（製菓）
  - 一六（レストラン）
  - ネッツトヨタ愛媛（カーディーラー）